# Hermano Sennen
Étienne Marcellin Granier-Blanc (nombrado Frère [Hno.] Sennen) ( 1861 -1937 ) fue un Hermano de La Salle, botánico y explorador francés.
De sus extensas exploraciones por España, sur de Francia y Marruecos, llegó a reunir un extraordinario herbario, y además repartió más de cuatrocientos mil exsiccatas a las principales instituciones europeas de su época. Los 10.309 números de las treinta series que forman su exsiccata "Plantes d'Espagne" se editaron de 1907 a 1937; y su herbario, con 85.000 especímenes, es sumamente importante para interpretar las numerosas propuestas de nomenclatura que hizo su autor. Sus variados duplicados, se encuentran depositados, por ejemplo en el "herbario del Instituto Botánico de Barcelona (BC)". También el Colegio La Salle Bonanova en Barcelona, dispone de un herbario con 40.000 muestras recogidas por este hermano.

## Algunas publicaciones
- 1910. Une nouvelle fougère pour l'Europe. Ed. Impr. de Monnoyer
- 1929. “La flore du Tibidabo”. Monde des Plantes, mayo de 1928-abril de 1929. Imprimerie moderne, M. Ch. Duffour ed. (Agen)
- 1931. La flore du Tibidabo. Treballs del Museu de Ciències Naturals de Barcelona: XV. Barcelona
- 1931. Campagne botanique au Maroc. Ed. Impr. de Brulliard

### Libros
- 1935. Plantes d’Espagne. Barcelona, 1906-1935, cerca de 10.000 etiquetas

- 1914. Plantes d'Espagne: Notes et diagnoses des Années 1912 et 1913. -- 4ª Nota. / por el Hno. Sennen. Bull. Géogr. Bot. 24(295-296-297): 220-250 texto en línea

- La abreviatura «Sennen» se emplea para indicar a Hermano Sennen como autoridad en la descripción y clasificación científica de los vegetales.[2]